# Pasiphila plinthina
Pasiphila plinthina es una especie de polilla perteneciente a la familia Geometridae. La especie fue descrita por primera vez por Edward Meyrick habiendo sido descrita en 1888, con distribución endémica de Nueva Zelanda. El holotipo de la especie fue descritas en los alrededores de Wellington.